# إيري فوكاتسو
إيري فوكاتسو (باليابانية: 深津絵里) هي مغنية وممثلة يابانية، ولدت في 11 يناير 1973 بأويتا في اليابان. من الجوائز التي نالتها Japan Academy Film Prize for Outstanding Performance by an Actress in a Leading Role ‏ سنة 2011.

## جوائز وترشيحات
جوائز
- Japan Academy Film Prize for Outstanding Performance by an Actress in a Leading Role [الإنجليزية]‏ (2011)

ترشيحات
- Japan Academy Film Prize for Outstanding Performance by an Actress in a Leading Role [الإنجليزية]‏ (1997)
- Japan Academy Film Prize for Outstanding Performance by an Actress in a Leading Role [الإنجليزية]‏ (2012)
- Asian Film Award for Best Actress [الإنجليزية]‏ (2008)

## وصلات خارجية
- إيري فوكاتسو على موقع IMDb (الإنجليزية)
- إيري فوكاتسو على موقع ألو سيني (الفرنسية)
- إيري فوكاتسو على موقع ميوزك برينز (الإنجليزية)
- إيري فوكاتسو على موقع تيرنر كلاسيك موفيز (الإنجليزية)
- إيري فوكاتسو على موقع أول موفي (الإنجليزية)
- إيري فوكاتسو على موقع ديسكوغز (الإنجليزية)
- إيري فوكاتسو على موقع قاعدة بيانات الفيلم (الإنجليزية)
- إيري فوكاتسو على موقع كينوبويسك (الروسية)
- إيري فوكاتسو على موقع ANN person (الإنجليزية)